# باحفارة (تريم)
'

تعديل مصدري - تعديل

باحفارة هي إحدى قرى عزلة تريم بمديرية تريم التابعة لمحافظة حضرموت، بلغ تعداد سكانها 218 نسمة حسب تعداد اليمن لعام 2004.